# Cerynia trilineata
Cerynia trilineata är en insektsart som beskrevs av Melichar 1901. Cerynia trilineata ingår i släktet Cerynia och familjen Flatidae. Inga underarter finns listade i Catalogue of Life.